# Kelleys Island
Kelleys Island è un villaggio degli Stati Uniti d'America, situato nello stato dell'Ohio, nella contea di Erie.
Il villaggio è anche un'isola nel lago Erie.